# Матіас Олівера
Маті́ас Оліве́ра (ісп. Mathías Olivera, нар. 31 жовтня 1997, Монтевідео) — уругвайський футболіст, захисник італійського клубу «Наполі» і збірної Уругваю.

## Клубна кар'єра
У дорослому футболі дебютував 2015 року виступами за команду «Насьйональ», в якій провів один сезон.
2017 року транзитом через «Атенас» перебрався до Іспанії, де уклав контракт з «Хетафе». Сезон 2018/19 відіграв на умовах оренди за «Альбасете», після чого повернувся до «Хетафе».

## Виступи за збірну
Протягом 2015–2018 років залучався до складу молодіжної збірної Уругваю. На молодіжному рівні зіграв у 28 офіційних матчах, забив 3 голи.

## Титули і досягнення
- Чемпіон Італії (2):

«Наполі»: 2022-23, 2024-25
- Чемпіон Уругваю (1):

«Насьйональ»: 2015-16
Збірна Уругваю
- Бронзовий призер Кубка Америки: 2024[2]
- Чемпіон Південної Америки (U-20): 2017